# Joan Facrases
Joan Facrases, en llatí Joannes Phacrases, en grec medieval Ίοαννες Φακρασής, fou un funcionari imperial romà d'Orient.
Apareix com a logoteta sota l'emperador Andrònic II Paleòleg, i fou promogut a magnus logoteta o a cancellarius sota l'emperador anomenat Miquel el Vell, probablement equivalent a l'emperador Miquel VIII Paleòleg. Va mantenir correspondència amb Jordi II de Xipre i amb Planudes. Els seus escrits judicials són àmpliament elogiats. Va viure vers el final del segle xiii.